# Ann Elizabeth Packerová
Ann Elizabeth Packerová (* 8. března 1942 Moulsford, Oxfordshire) je bývalá britská atletka, běžkyně na 400 a 800 metrů, olympijská vítězka v běhu na 800 metrů z roku 1964.

## Sportovní kariéra
První úspěch na mezinárodní scéně zaznamenala na mistrovství Evropy v Bělehradě v roce 1962, kde byla členkou britské štafety na 4 x 100 metrů, která získala bronzovou medaili. Na olympiádě v Tokiu v roce 1964 zvítězila v běhu na 800 metrů a vybojovala stříbrnou medaili v běhu na 400 metrů. Její osobní rekord na 800 metrů 2:01,1 byl zároveň od 20. října 1964 do 28. června 1967 světovým rekordem. V roce 1969 za své výkony obdržela Řád Britského impéria.

## Osobní rekordy
- běh na 200 metrů – 23,8 (1964)
- běh na 400 metrů – 52,20 (1964)
- běh na 800 metrů – 2:01,1 (1964)